# EM01F
ARROWS S EM01F（アローズ エス イーエムゼロイチエフ）は、富士通モバイルコミュニケーションズによって開発された、ワイモバイル（旧イー・アクセス）の第3.9世代移動通信システム（EMOBILE 4G-S）端末である。OSはAndroid 4.1を搭載している。
「Y!mobile」へのブランド移行後も、本端末は従来のイー・モバイルブランドのままで販売されていた。

## 概要
ARROWS A 201Fの兄弟機種で、富士通モバイル製のスマートフォンでは最初で最後のイー・モバイル向け製品である。
富士通モバイルの前身に当たる東芝は、イー・モバイル向けにH11Tを供給していた。
キャッチコピーは、「サクサク快適レスポンス × 自然美麗高画質」。
通常のイー・モバイル端末はSIMロックフリー状態だが、この機種にはSIMロックがかけられている（EMOBILE 4G端末であるGL09P、GL10Pも同様）。

### 料金プランなど
イー・アクセスから発売される機種ではあるが、契約形態は従前の機種と異なり、EMOBILE 4G-S契約となる。
```
イー・アクセスのW-CDMAとLTE (FD-LTE) 網(ワイモバイルネットワーク)は使用しない。

これに代わり、国内では
Wireless City Planning
の
AXGP
網および
ソフトバンク
の
W-CDMA
（
ULTRA SPEED
および
プラチナバンド
対応）網を利用する。
また、海外ではローミングによる
GSM
（SBMの
世界対応ケータイ
に準ずる）方式に対応する。
```

通話の料金形態については、ソフトバンクに準じる。
なお、ワイモバイル発足の際に「4G-S」プランの新規受付は終了した。
本端末はY!mobileのスマートフォン向け料金プランである「スマホプラン」の説明において、対象機種の項目には記載されていない。しかし、スマホプランを紹介する記事 の中では、スマホプランの対象機種として「EM01F」が記載されており、スマホプランが「4G-S」プランの後継料金プランとされている。

### 利用者専用ログインサイト
EMOBILE 4G-S契約が、イー・アクセスの他の携帯電話契約とは異なる特殊な契約であるため、従来の「My EMOBILE」ではなく、「オンラインサポート（My SoftBank）」を利用していた。

※ブランド統合に伴い、2014年8月1日以降は本端末でも「My Y!mobile」 を利用する。

### オプション品
電池パックなどの付属品やオプション品は、201Fと同一の商品コードを使用している。
イー・アクセス発行の総合カタログ上は、独自の商品コードを採用。
そのため販売元はイー・アクセスではなく、親会社の曾孫会社にあたるソフトバンクモバイルである。

## その他機能
| 主な対応サービス       | 主な対応サービス | 主な対応サービス                       | 主な対応サービス      |
| ---------------------- | ---------------- | -------------------------------------- | --------------------- |
| タッチパネル           | HD液晶 4.7インチ | フルブラウザ                           | EMOBILE 4G-S          |
| バッテリー容量 2420mAh | テザリング       | WiFi                                   | A-GPS                 |
| 1310万画素カメラ       | ワンセグ         | デジタルオーディオプレーヤー(AAC)(WMA) | おサイフケータイ／NFC |
| Bluetooth              | 赤外線通信       | 緊急速報メール                         | 防水／防塵            |

## 歴史
- 2013年5月14日 - イー・アクセスより発表。
- 2013年8月13日 - 発売日を発表
- 2013年8月20日 - 発売開始

## アップデート履歴
- 2013年12月10日(ビルド番号：V13R15D)
  - フラッシュ設定を「AUTO」にしてカメラ撮影する際、暗い場所でフラッシュが発光しないことがある事象の改善。
  - 動作安定性の向上
- 2015年10月20日(ビルド番号：V17R18B)
  - セキュリティ機能の改善

なお、2017年3月31日に配信が停止され、ユーザーによる端末単体でのアップデートが実行できなくなる。もし4月1日以降にアップデートを希望する場合はY!mobileの店頭に端末を預け、メーカーの修理拠点でアップデートを適用してもらう形になる為持ち込み修理扱いになるが無償で対応する（損傷などがある場合別途有償になる可能性あり）。